# Redouan Azmi
Redouan Azmi is een Nederlandse acteur. In 2013 maakte hij zijn debuut in de film Sila de Slagersdochter, maar hij kreeg pas echt bekendheid door zijn rollen in televisieseries als Mocro Maffia en Shotgun!. In 2024 is hij te zien als hoofdrol in de film Triq salama, het regiedebuut van Najib Amhali.

## Biografie
Azmi maakte in 2013 zijn acteerdebuut in de film Sila De Slagersdochter op de Publieke Omroep. In 2019, na een break van vier jaar, hervatte Azmi zijn actieve deelname aan de acteerwereld. Kort daarna werd hij gecast voor de rol van Kamal in de misdaadserie 'Mocro Maffia'. Deze rol bracht hem meer bekendheid in de Nederlandse film- en televisie-industrie waarna rollen in de Netflix-serie 'Dirty Lines' en Webserie 'Shotgun!' volgde. In 2024 kreeg Redouan een van de hoofdrollen in de film Triq Salama, een Telefilm geregisseerd door Najib Amhali, die met deze film zijn regiedebuut maakte. De film is een komische Roadmovie waarin Azmi deel uitmaakt van een ensemblecast.

## Filmografie
| Film              | Film                          | Film  | Film                                                  |
| Jaar              | Productie                     | Rol   | Opmerkingen                                           |
| ----------------- | ----------------------------- | ----- | ----------------------------------------------------- |
| 2024              | Triq Salama                   | Samir | Regiedebuut van Najib Amhali                          |
| 2013              | Sila de Slagersdochter        |       |                                                       |
| (Televisie) Serie |                               |       |                                                       |
| Jaar              | Productie                     | Rol   | Opmerkingen                                           |
| 2025              | Rijkdom                       | Luca  |                                                       |
| 2022              | Shotgun!                      | Mehdi | Te zien op het online YouTube-kanaal van NPO 3 [Link] |
| 2022              | Dirty Lines                   |       |                                                       |
| 2021              | Mocro Maffia (televisieserie) | Kamal |                                                       |